# Sayfon Keohanam
Sayfon Keohanam (laotisch ສາຍຝົນ ແກ້ວຫານາມາ; * 11. Juli 2006) ist ein laotischer Fußballspieler.

## Karriere

### Verein
Sayfon Keohanam erlernte das Fußballspielen in den Jugendmannschaften des thailändischen Nonthaburi FC und des Hua Hin Maraleina FC. Nach der Jugend wechselte er am 1. August 2024 zum Zweitligisten Suphanburi FC. Sein Zweitligadebüt für den Verein aus Suphanburi gab er am 18. August 2024 (2. Spieltag) im Auswärtsspiel gegen den Zweitligaaufsteiger Sisaket United FC. Bei der 2:0-Niederlage wurde er in der 69. Minute für Phumin Kaewta eingewechselt. Nach insgesamt sieben Ligaspielen wechselte er nach der Hinrunde im Januar 2025 zu seinem ehemaligen Verein Hua Hin Maraleina FC. Mit dem Verein spielt er in der Western Region der dritten Liga.

### Nationalmannschaft
Sayfon Keohanam spielte von 2022 bis 2023 für unterschiedliche Juniorennationalmannschaften seines Landes.